# Søre Rotøyna
Søre Rotøyna est une île norvégienne du comté de Hordaland appartenant administrativement à Hauglandshella.

## Description
Rocheuse et désertique, elle s'étend sur environ 693 m de longueur pour une largeur approximative de 267 m. Elle compte huit habitations et un ponton au nord-est. 